# Dyskonter
Dyskonter – osoba podająca weksel do dyskonta. Najczęściej dyskonterem jest posiadacz weksla, który chce uzyskać środki pieniężne jeszcze przed terminem płatności weksla. W większości przypadków dyskontariuszem jest bank lub inny podmiot gospodarczy świadczący tego typu usługi. Czynności dyskonta weksli nie są czynnościami bankowymi (o ile nie wykonuje ich bank).